# Fannia limbata
Fannia limbata is een vliegensoort uit de familie van de Fanniidae. De wetenschappelijke naam van de soort is voor het eerst geldig gepubliceerd in 1938 door Tiensuu.